# Jiří Friml
Jiří Friml (* 24. června 1973 Uherské Hradiště) je český biolog a vystudovaný fyzikální chemik, který se zabývá rostlinnou fyziologií, experimentální botanikou a zejména pak růstem rostlin a jeho hormonálním řízením. Byl první, kdo objasnil mechanismus rostlinného hormonu auxinu, který je zásadním hráčem v těle rostlin.
| „                                                             | Bez auxinu by rostliny byly jen zelené koule bez kořenů a listů. | “ |
| — Jiří Friml v Hyde Parku Civilizace na ČT24 2. července 2022 |                                                                  |   |

## Život a působení
Vyrůstal v Nedakonicích na Uherskohradišťsku. Vystudoval biochemii na Přírodovědecké fakultě Masarykovy univerzity v Brně. Doktorské studium absolvoval v Institutu Maxe Plancka v Kolíně nad Rýnem a doktorát obhájil na Kolínské Univerzitě. Další doktorát z chemie obhájil v Brně na Masarykově univerzitě. V roce 2001 získal grant nadace Volkswagen a mohl si na univerzitě v Tubingen založit vlastní výzkumnou skupinu věnující se rostlinné molekulární biologii. V roce 2006 v pouhých 33 letech byl jmenován profesorem a vedoucím ústavu buněčné biologie rostlin na univerzitě v německém Göttingenu. V letech 2007 až 2012 byl profesorem v belgickém Gentu a přednášel i na Masarykově a Karlově univerzitě. V současnosti působí na Institute of Science and Technology Austria, nově založeném středisku vědy v rakouském Klosterneuburgu.
Centrem jeho zájmu je rostlinný hormon auxin, který řídí mj. vývoj embryí, růst kořenů, tvorbu listů a květů, zrání plodů nebo třeba otáčení slunečnice za sluncem. Dalším těžištěm jeho práce buněčná biologie. Je průkopníkem studií o buněčné polaritě a endocytóze v rostlinách. Auxinu a jeho transportu v rostlinách je věnována velká část jeho početných a velmi citovaných publikací.

## Ocenění
- 2000 Medaile Otto Hahna od Společnosti Maxe Plancka
- 2004 Cena Young Investigator od organizace EMBO
- 2010 Vědecká cena Olchemim
- 7. září 2010 převzal na hamburské radnici cenu Körberovy nadace za evropskou vědu
- 2010 Zvolen členem organizace EMBO
- 2011 Zvolen členem American Association for the Advancement of Science (AAAS)
- 2012 Zlatá medaile organizace EMBO
- 2014 Zvolen členem "Mladé kurie" Rakouské akademie věd
- 2014 Cena Františka Běhounka Českého ministerstva školství
- 2015 Erwin Schrödinger-Preis Rakouské akademie věd.
- 2016 Cena Alberta Shulla Americké společnosti pro rostlinou biologii
- 2019 Cena Neuron za celoživotní přínos vědě

„Ceny Neuron si vážím moc, více než jakéhokoliv jiného mezinárodního ocenění, co jsem kdy dostal. Je moc příjemné vědět, že o mně lidé doma vědí a cení si mé práce. A taky to beru jako ocenění všech mých kolegů rostlinářů z Česka, jsou opravdu skvělí, na světové úrovni a je s nimi radost pracovat,”

## Publikace v češtině
- J. Friml, Auxin, univerzální vývojový signál v životě rostlin. In: Živa 1/2007, str. 8n.
- J. Friml, Budeme moci sklízet úrodu i v zimě? In: Vesmír 89, 505, 2010/9